# Stazione di Berlino-Mahlsdorf
La stazione di Berlino-Mahlsdorf (in tedesco Berlin-Mahlsdorf) è una stazione ferroviaria di Berlino, sita nel quartiere omonimo. È posta sotto tutela monumentale (Denkmalschutz).

## Storia
Il fabbricato viaggiatori fu costruito dal 1929 al 1930 su progetto di Richard Brademann.

## Movimento
La stazione è servita dalla linea S 5 della S-Bahn.

## Interscambi
- Fermata tram (linea 62) [4]
- Fermata autobus